# Vuelta Ciclista del Uruguay 2009
La 66ª edición de la Vuelta Ciclista del Uruguay, volvió luego de varios años a ser puntuable para el calendario americano de la Unión Ciclista Internacional, se disputó del 3 al 12 de abril de 2009.
Participaron 16 equipos de Uruguay y 11 extranjeros y tomaron la salida 153 competidores, arribando al final 111.
La competencia tuvo 10 etapas y se totalizaron 1501 km. y el ganador fue el estadounidense Scott Zwizanski.

## Etapas
| Etapa | Fecha       | Recorrido                       | km         | Ganador                           | Líder              |
| 1ª    | 3 de abril  | Montevideo-Piriápolis-Maldonado | 146,6      | Jack Keough (Kelly Benefit)       | Jack Keough        |
| 2ª    | 4 de abril  | Maldonado-Ramallo (Minas)       | 140        | Jonathan Mumford (Kelly Benefit)  | Jonathan Mumford   |
| 3ª    | 5 de abril  | San Jacinto-Durazno             | 179,5      | Jack Keough (Kelly Benefit)       | Jonathan Mumford   |
| 4ª    | 6 de abril  | Ismael Cortinas-Fray Bentos     | 175,4      | Jack Keough (Kelly Benefit)       | Jonathan Mumford   |
| 5ª    | 7 de abril  | Young-Salto                     | 173,5      | Juan Pablo Dotti (Latino Cycling) | Jonathan Mumford   |
| 6ª    | 8 de abril  | Constancia-Mercedes             | 170,5      | Jorge Soto (Villa Teresa)         | José Luis Miraglia |
| 7ª    | 9 de abril  | Mercedes-Dolores                | 33,6 (CRI) | Scott Zwizanski (Kelly Benefit)   | Jonathan Mumford   |
| 8ª    | 10 de abril | Mercedes-Carmelo                | 159,4      | Jorge Soto (Villa Teresa)         | Scott Zwizanski    |
| 9ª    | 11 de abril | Carmelo-San José                | 168        | Richard Mascarañas (Alas Rojas)   | Scott Zwizanski    |
| 10.ª  | 12 de abril | San José-Montevideo             | 154,4      | Kleber Ramos (Sel. de Brasil)     | Scott Zwizanski    |

## Desarrollo general
Amplio fue el dominio de los ciclistas del Kelly Benefit Strategies, de Estados Unidos. La segunda etapa fue definida en la cuesta de Ramallo (Minas) por un grupo de 12 ciclistas. El triunfo fue para el líder del equipo estadounidense, Jonathan Mumford, quedando al frente de la clasificación general individual. Los principales ciclistas uruguayos y extranjeros arribaron a más de 2 minutos.
La competencia se mantuvo sin cambios en las primeras posiciones durante tres etapas. En la sexta,  8 ciclistas arribaron fugados a Mercedes con 35 segundos de ventaja. Entre ellos figuraba José Luis Miraglia quién quedó como líder, aunque sólo pudo mantenerse durante un día, ya que en la siguiente etapa, la contrarreloj individual, Jonathan Mumford recuperó la malla oro y su compatriota Scott Zwizanski quedó segundo, a 46 segundos.
En la octava etapa, los ciclistas uruguayos lanzaron el ataque y fragmentaron al pelotón en varios grupos. Jonathan Mumford quedó rezagado a algo más de 3 minutos y medio. No obstante, el Kelly Benefit Strategies no perdía el liderato, pues otro de sus integrantes, Scott Zwizanski, al llegar con el grupo de 32 punteros, alcanzaba la malla oro.
Sin modificaciones sustanciales transcurrieron las dos últimas etapas. Ello favoreció para que Scott Zwizanski fuera el primer estadounidense en ganar la Vuelta Ciclista del Uruguay.

## Clasificaciones finales

### Clasificación individual
| Pos. | Ciclista                | Equipo                   | Tiempo           |
| ---- | ----------------------- | ------------------------ | ---------------- |
| 1.º  | Scott Zwizanski         | Kelly Benefit Strategies | 35 h 07 min 07 s |
| 2.º  | Ricardo Guedes          | Fénix                    | a 59 s           |
| 3.º  | Richard Mascarañas      | Alas Rojas               | a 1 min 23 s     |
| 4.º  | Magno Nazaret           | Brasil                   | a 1 min 24 s     |
| 5.º  | Raúl Sasso              | Dolores C. C.            | a 1 min 31 s     |
| 6.º  | Jorge Soto              | Villa Teresa             | a 2 min 27 s     |
| 7.º  | Daniel Fuentes          | Olímpico Juvenil         | a 2 min 37 s     |
| 8.º  | Luis Fernando Sepúlveda | Chile                    | a 2 min 38 s     |
| 9.º  | José Luis Miraglia      | Alas Rojas               | a 2 min 46 s     |
| 10.º | Jonathan Mumford        | Kelly Benefit Strategies | a 2 min 50 s     |

| 11.º | Juan Pablo Dotti      | Latino Cycling-Aerocat | a 3 min 09 s |
| 12.º | Luis Alberto Martínez | Villa Teresa           | a 3 min 14 s |
| 13.º | Arnold Alcolea        | Cuba                   | a 3 min 27 s |
| 14.º | Miguel Díaz           | Orbea-América          | a 3 min 29 s |
| 15.º | Mariano De Fino       | Villa Teresa           | a 4 min 32 s |
| 16.º | Ramiro Cabrera        | Avai                   | a 4 min 36 s |
| 17.º | Geovani Fernández     | Alas Rojas             | a 4 min 39 s |
| 18.º | Agustín Margalef      | Alas Rojas             | a 5 min 04 s |
| 19.º | Gonzalo Tagliabúe     | Champagnat             | a 5 min 31 s |
| 20.º | Pablo Pintos          | Champagnat             | a 6 min 26 s |

### Clasificación premio esprínter
| Pos.       | Ciclista           | Equipo                 | Puntos |
| ---------- | ------------------ | ---------------------- | ------ |
| Malla azul | Emile Abraham      | Latino Cycling-Aerocat | 14     |
| 2.º        | Néstor Pías        | Champagnat             | 11     |
| 3.º        | Richard Mascarañas | Alas Rojas             | 10     |

### Clasificación premio cima
| Pos.        | Ciclista         | Equipo                 | Puntos |
| ----------- | ---------------- | ---------------------- | ------ |
| Malla verde | Juan Pablo Dotti | Latino Cycling-Aerocat | 220    |
| 2.º         | Gregory Duarte   | Champagnat             | 120    |
| 3.º         | Magno Nazaret    | Brasil                 | 100    |

### Clasificación premio regularidad
| Pos.          | Ciclista           | Equipo                   | Puntos |
| ------------- | ------------------ | ------------------------ | ------ |
| Malla naranja | Oscar Grau         | Cosaor-Costa de Azahar   | 91     |
| 2.º           | Jack Keough        | Kelly Benefit Strategies | 83     |
| 3.º           | Richard Mascarañas | Alas Rojas               | 68     |

### Clasificación por equipos
| Pos. | Equipo                   | Tiempo            |
| ---- | ------------------------ | ----------------- |
| 1.º  | Alas Rojas               | 105 h 26 min 05 s |
| 2.º  | Villa Teresa             | a 1 min 36 s      |
| 3.º  | Kelly Benefit Strategies | a 4 min 25 s      |
| 4.º  | Selección de Cuba        | a 9 min 22 s      |
| 5.º  | Selección de Brasil      | a 10 min 01 s     |